# Задача о читателях-писателях
Задача о читателях-писателях — одна из важнейших задач параллельного программирования. Формулируется она так:
Есть область памяти, допускающая чтение и запись. Несколько потоков имеют к ней доступ, при этом одновременно могут читать сколько угодно потоков, но писать — только один. Как обеспечить такой режим доступа?
Можно обойтись обычным мьютексом, но это не оптимально — компьютерная память, как правило, устроена так, что несколько потоков могут свободно читать и писать её (единственная проблема — нет гарантии, что в процессе обработки переменная внезапно не изменится). У этой проблемы есть несколько вариантов, разные и решения. Кому отдавать приоритет — читателю или писателю — остаётся за программистом.

## Первая задача о читателях-писателях (приоритет читателя)
Пока память открыта на чтение, давать читателям беспрепятственный доступ. Писатели могут ждать сколько угодно.

## Вторая задача о читателях-писателях (приоритет писателя)
Как только появился хоть один писатель, никого больше не пускать. Все остальные могут простаивать.
Примерное решение:
```
Глобальные целые readcount=0, writecount=0;
Глобальные мьютексы mutex1, mutex2, w, r

ЧИТАТЕЛЬ
    r.enter
      mutex1.enter
        readcount = readcount + 1
        if readcount=1 then w.enter
      mutex1.leave
    r.leave

  ...читаем...

  mutex1.enter
    readcount = readcount - 1
    if readcount = 0 then w.leave
  mutex1.leave

ПИСАТЕЛЬ
  mutex2.enter
    writecount = writecount + 1
    if writecount=1 then r.enter
  mutex2.leave

  w.enter
    ...пишем...
  w.leave

  mutex2.enter
    writecount = writecount - 1
    if writecount = 0 then r.leave
  mutex2.leave
```

## Третья задача о читателях-писателях (честное распределение ресурсов)
Не допускать простоев. Другими словами: независимо от действий других потоков, читатель или писатель должен пройти барьер за конечное время.
Иначе говоря, ни один поток (читатель или писатель) не должен ожидать захвата блокировки слишком долго; функция захвата блокировки должна по истечении некоторого времени, если захват не удался, вернуться с признаком захват не удался, чтобы поток не простаивал и мог заняться другими делами. Зачастую это время равно нулю: функция захвата, если захват невозможен прямо сейчас, сразу возвращается.
```
  Глобальные мютексы: no_writers, no_readers, counter_mutex
  Глобальные целые: nreaders=0
  Локальные целые:  prev, current

ПИСАТЕЛЬ:
  no_writers.enter
  no_readers.enter
   ...пишем....
  no_writers.leave
  no_readers.leave

ЧИТАТЕЛЬ:
  no_writers.enter
    counter_mutex.enter
      preve:= nreaders
      nreaders := nreaders + 1
      if prev = 0  then no_readers.enter
    counter_mutex.leave
  no_writers.leave

    ...читаем...

  counter_mutex.enter
    nreaderst:= nreaders - 1;
    currente:= nreaders;
    if current = 0 then no_readers.leave
  counter_mutex.leave;
```

Код на C для gcc
gcc -o rw -lpthread -lm rewr.c
```
#include
 
<pthread.h>

#include
 
<stdio.h>

#include
 
<math.h>

#include
 
<stdlib.h>

#include
 
<semaphore.h>

#define M 4 
//num of WR

#define N 3 
//num of RE

unsigned
 
int
 
iter
;
 
//iteration

sem_t
 
accessM
,
readresM
,
orderM
;
 
//sem.

unsigned
 
int
 
readers
 
=
 
0
;
	
// Number of readers accessing the resource

void
 
*
reader
(
void
 
*
prm
)

{

	
int
 
num1
=*
(
int
*
)
prm
;

	
int
 
i
=
0
,
r
;

	
for
(
i
;
i
<
iter
;
i
++
)

	
{

		

		
if
 
(
sem_wait
(
&
orderM
)
==
0
)
 
printf
(
"%d Читатель %d в очереди__________Ч%d
\n
"
,
i
,
num1
,
num1
);
	
// Remember our order of arrival

		
sem_wait
(
&
readresM
);
				 
// We will manipulate the readers counter

		
if
 
(
readers
 
==
 
0
)
				
// If there are currently no readers (we came first)...

			
sem_wait
(
&
accessM
);
				
// ...requests exclusive access to the resource for readers

		
readers
++
;
							 
// Note that there is now one more reader

		
sem_post
(
&
orderM
);
					 
// Release order of arrival semaphore (we have been served)

		
sem_post
(
&
readresM
);
				 
// We are done accessing the number of readers for now

		
printf
(
"%d Работает читатель %d________________Ч%d
\n
"
,
i
,
num1
,
num1
);
				
// Here the reader can read the resource at will

		
r
=
1
+
rand
()
%
4
;

		
sleep
(
r
);

		
sem_wait
(
&
readresM
);
				 
// We will manipulate the readers counter

		
readers
--
;
							 
// We are leaving, there is one less reader

		
if
 
(
readers
 
==
 
0
)
				
// If there are no more readers currently reading...

			
sem_post
(
&
accessM
);
				
// ...release exclusive access to the resource

		
sem_post
(
&
readresM
);
				 
// We are done accessing the number of readers for now

	
}

}

void
 
*
writer
(
void
 
*
prm
)

{

	
int
 
num2
=*
(
int
*
)
prm
;

	
int
 
j
=
0
,
r
;

	
for
(
j
;
j
<
iter
;
j
++
)

	
{

		
if
(
sem_wait
(
&
orderM
)
==
0
)
 
printf
(
"%d Писатель %d в очереди__________П%d
\n
"
,
j
,
num2
,
num2
);
 
// Remember our order of arrival

		
sem_wait
(
&
accessM
);
					
// Request exclusive access to the resource

		
sem_post
(
&
orderM
);
					 
// Release order of arrival semaphore (we have been served)

		
printf
(
"%d Работает писатель %d________________П%d
\n
"
,
j
,
num2
,
num2
);
				 
// Here the writer can modify the resource at will

		
r
=
1
+
rand
()
%
4
;

		
sleep
(
r
);

		
sem_post
(
&
accessM
);
					
// Release exclusive access to the resource

	
}

}

void
 
main
()

{
	

	
pthread_t
 
threadRE
[
N
];

	
pthread_t
 
threadWR
[
M
];

	
sem_init
(
&
accessM
,
0
,
1
);

	
sem_init
(
&
readresM
,
0
,
1
);

	
sem_init
(
&
orderM
,
0
,
1
);

	
printf
(
"Введите количество итераций: "
);

	
scanf
(
"%d"
,
&
iter
);

	
printf
(
"Iter                         ОЧЕРЕДЬ/ВЫПОЛНЕНИЕ
\n
"
);

	
int
 
i
;

	
for
(
i
=
0
;
i
<
M
;
i
++
)

	
{

		
pthread_create
(
&
(
threadWR
[
i
]),
NULL
,
writer
,(
void
*
)
&
i
);

	
}

	
for
(
i
=
0
;
i
<
N
;
i
++
)

	
{

		
pthread_create
(
&
(
threadRE
[
i
]),
NULL
,
reader
,(
void
*
)
&
i
);

	
}

	

	
for
(
i
=
0
;
i
<
N
;
i
++
)

	
{

		
pthread_join
(
threadRE
[
i
],
NULL
);

	
}

	
for
(
i
=
0
;
i
<
M
;
i
++
)

	
{

		
pthread_join
(
threadWR
[
i
],
NULL
);

	
}

	

	
sem_destroy
(
&
accessM
);

	
sem_destroy
(
&
readresM
);

	
sem_destroy
(
&
orderM
);

}

```

## Инвариант
Зачастую инвариантом этой задачи считают Много читателей XOR один писатель (XOR — исключающее или). Это неверно, поскольку ситуация, когда нет ни читателей, ни писателей, также является корректной.

Инвариант можно выразить следующим утверждением:
```
writers == 0 OR writers == 1 AND readers == 0
```

где writers — число писателей, readers — число читателей.

## Применение в программировании
Часто простой мьютекс, защищающий память, неоптимален. Например, в онлайн-игре список игровых комнат изменяется нечасто — когда кто-то из игроков решает открыть новую комнату, например, раз в несколько секунд. Считывается же он за одну секунду десятки раз, и выстраивать клиентов в очередь для этого не имеет смысла.
Подобные механизмы (так называемая блокировка чтения-записи) существуют во многих языках программирования и библиотеках. Например.
- Embarcadero Delphi: IMultiReadExclusiveWrite.
- POSIX: pthread_rwlock_t.
- Java: ReadWriteLock, ReentrantReadWriteLock.
- .NET Framework: System.Threading.ReaderWriterLockSlim.
- C++: std::shared_mutex (начиная с C++17[2], до этого — boost::shared_mutex).